# Maître L. Cz.
Le Maître L. Cz. est un artiste graveur et peintre anonyme représentant des sujets religieux chrétiens. Le monogrammiste a probablement été actif de 1480 à 1505 dans la ville de Bamberg en Franconie. Les érudits ont mené des recherches sur son identité et supposent, entre autres, qu'il est le Maître du Retable Strache ou Lorenz Katzheimer. L’analyse stylistique des quelque douze œuvres gravées encore en existence qui lui sont attribuées le désigne comme un artiste de transition dont les premières œuvres sont encore marquées par le style du Moyen Âge, mais dont l'évolution préfigure le style plus souple de la Renaissance allemande, incarné dans l’œuvre gravé d’Albrecht Dürer.

## Identité
Les érudits du XIXe siècle ont d'abord supposé que le Maître L. Cz. était un orfèvre néerlandais ; cette théorie fut rejetée en raison du style et de l'iconographie résolument allemande. Puis Lucas Cranach l'Ancien fut proposé comme autre possibilité,.
Le Maître L. Cz. est aujourd'hui le plus souvent associé à l'artiste anonyme connu sous le nom de Maître du Retable Strache, auquel ont été attribués quatre tableaux de scènes de la passion. Cet artiste a été identifié comme étant Lorenz Katzheimer, un peintre de Bamberg. Lorenz Katzheimer était probablement un parent de Wolfgang Katzheimer, un autre artiste de Bamberg dont les œuvres présentent des similitudes marquées avec celles du Maître du Retable Strache.
Les Beaux-Arts de Paris possèdent un dessin représentant Le Christ mort (pointe d'argent sur papier préparé blanc grisâtre, H. 0,126 ; L. 0,203 m), attribué à l'atelier de Maître L. Cz. Il présente des similitudes avec le panneau La Flagellation du Christ du retable Strache (musée du Louvre).
Le Rétable Strache était composé autour d'un panneau central, "le Christ au Mont des Oliviers", actuellement au Musée de la Hesse à Darmstadt; Le Volet gauche exposait "Jésus devant Pilate" en partie supérieure et "La Flagellation du Christ" en partie inférieure; Le Volet droit montrait "Le Portement de Croix" en partie supérieure et une "Crucifixion" en partie inférieure, actuellement aux mains d'un Collectionneur privé. 

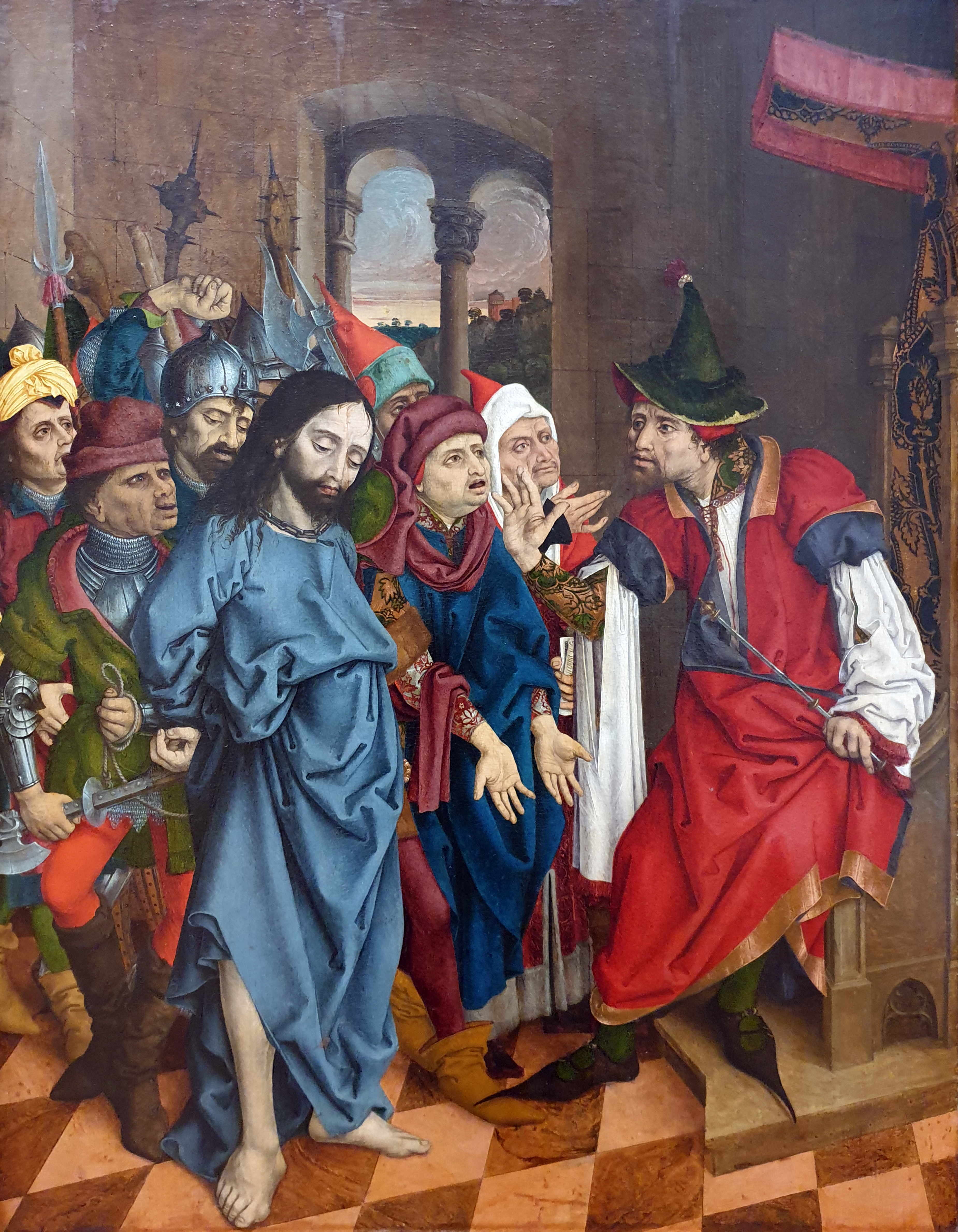
Partie du Rétable Strache : Jésus devant Pilate,1500ca - Berlin Gemaldegalerie
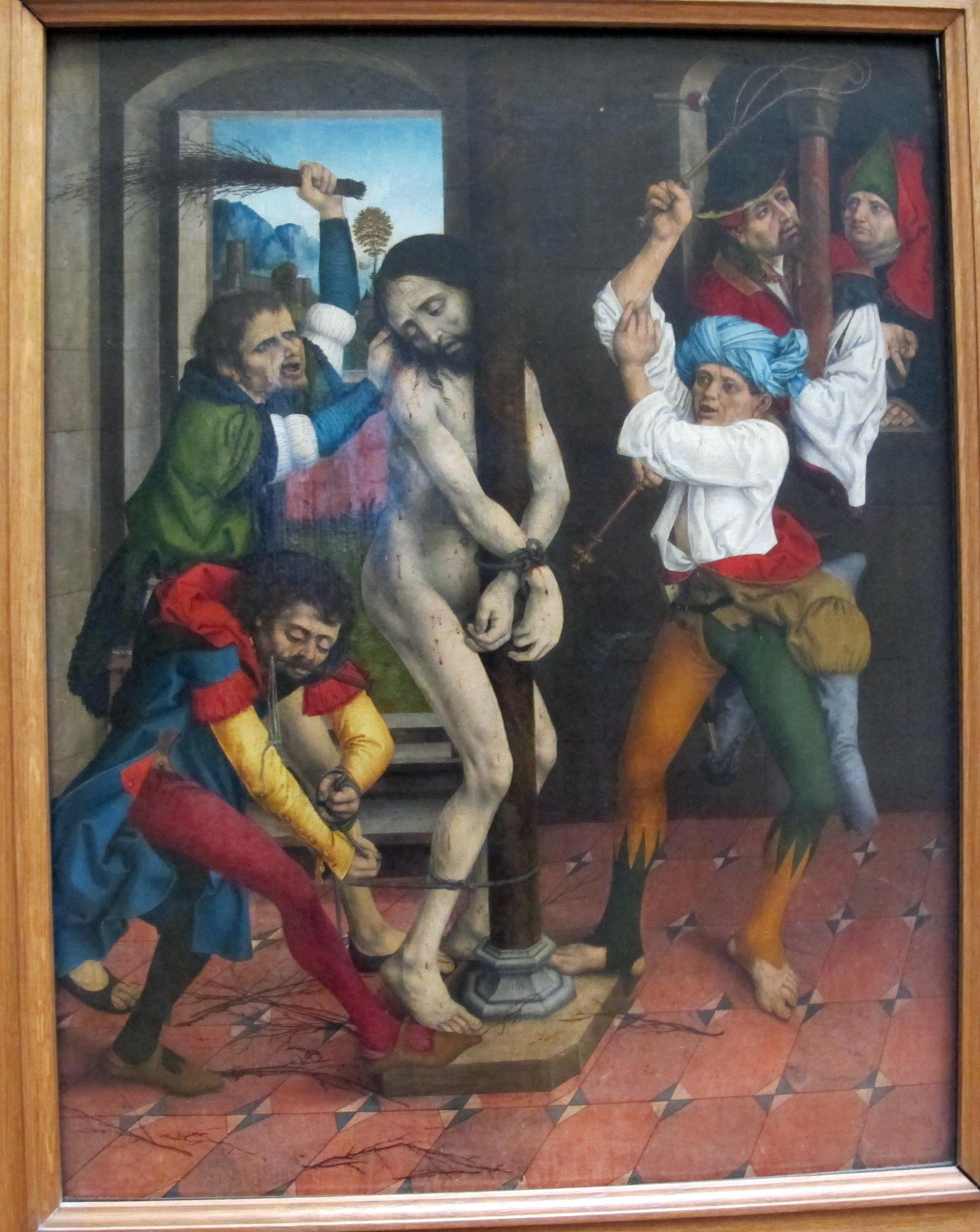
Partie du retable Strache : La Flagellation du Christ, 1475-1500 - Musée du Louvre.
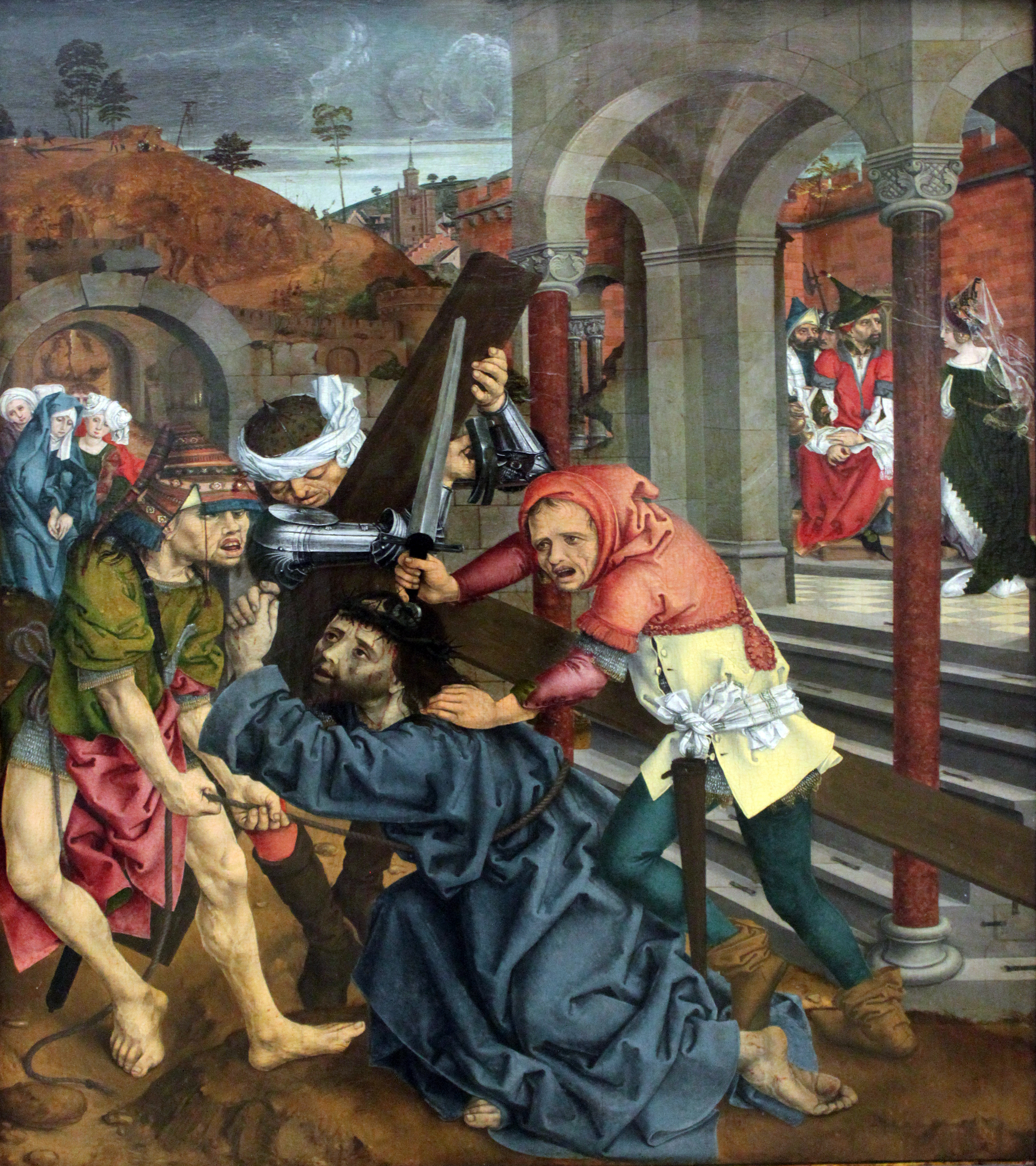
Partie du rétable Strache : Le Portement de Croix, 1495ca, Nuremberg Germanisches National Museum

## Gravures
Il existe douze gravures de Maître L. Cz., dix sont signées et seulement deux datées. Ces œuvres montrent l'influence de Maître E. S., du Maître du Livre de Raison et de Martin Schongauer. Cependant, alors que les premières gravures sont encore raides, les gravures plus tardives sont marquées par une liberté de ligne et de riches tonalités bien contrastées, notamment La Tentation du Christ, qui montre un artiste parvenu à maturité travaillant son propre style avec virtuosité,.

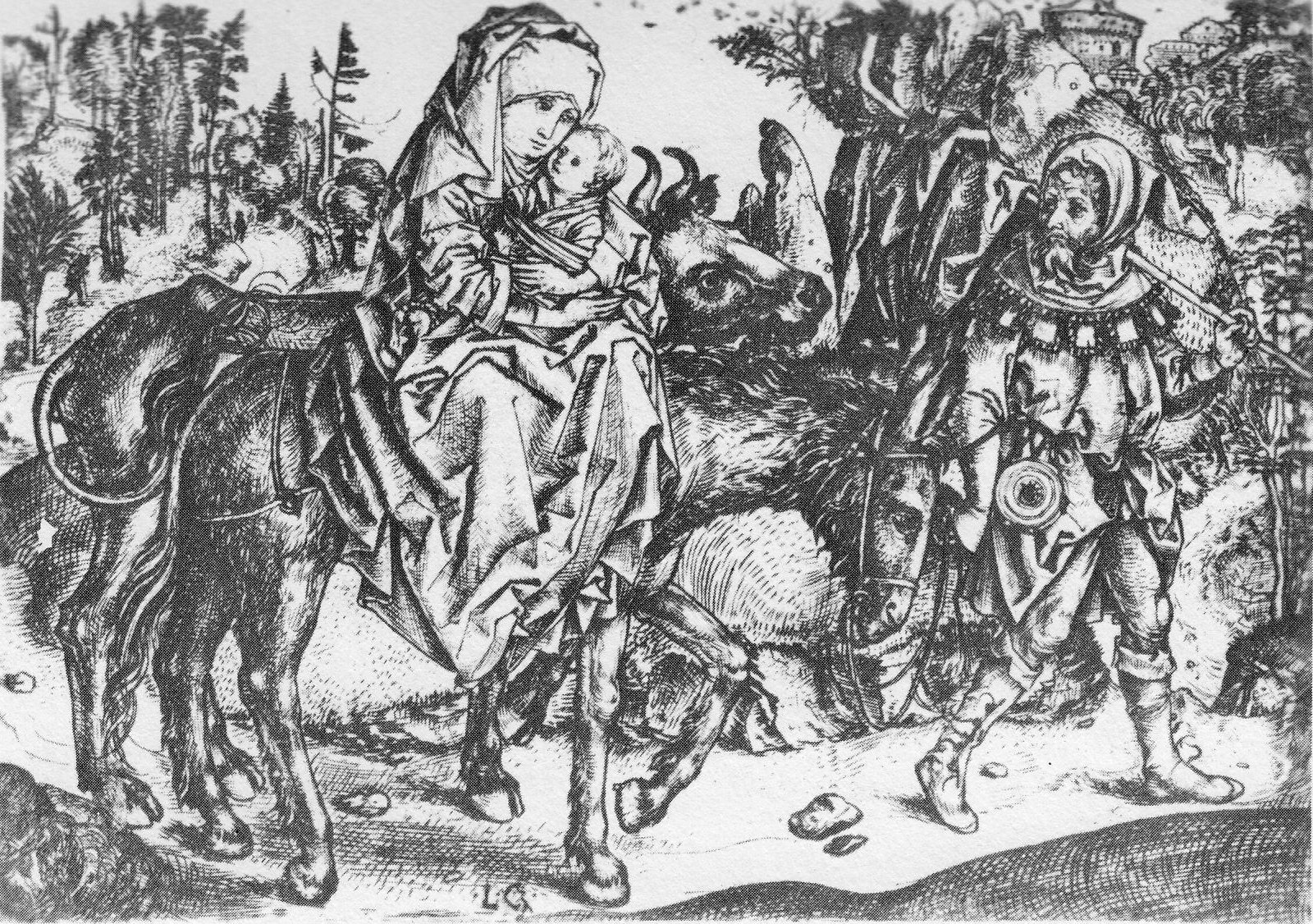
La Fuite en Egypte, 1500ca
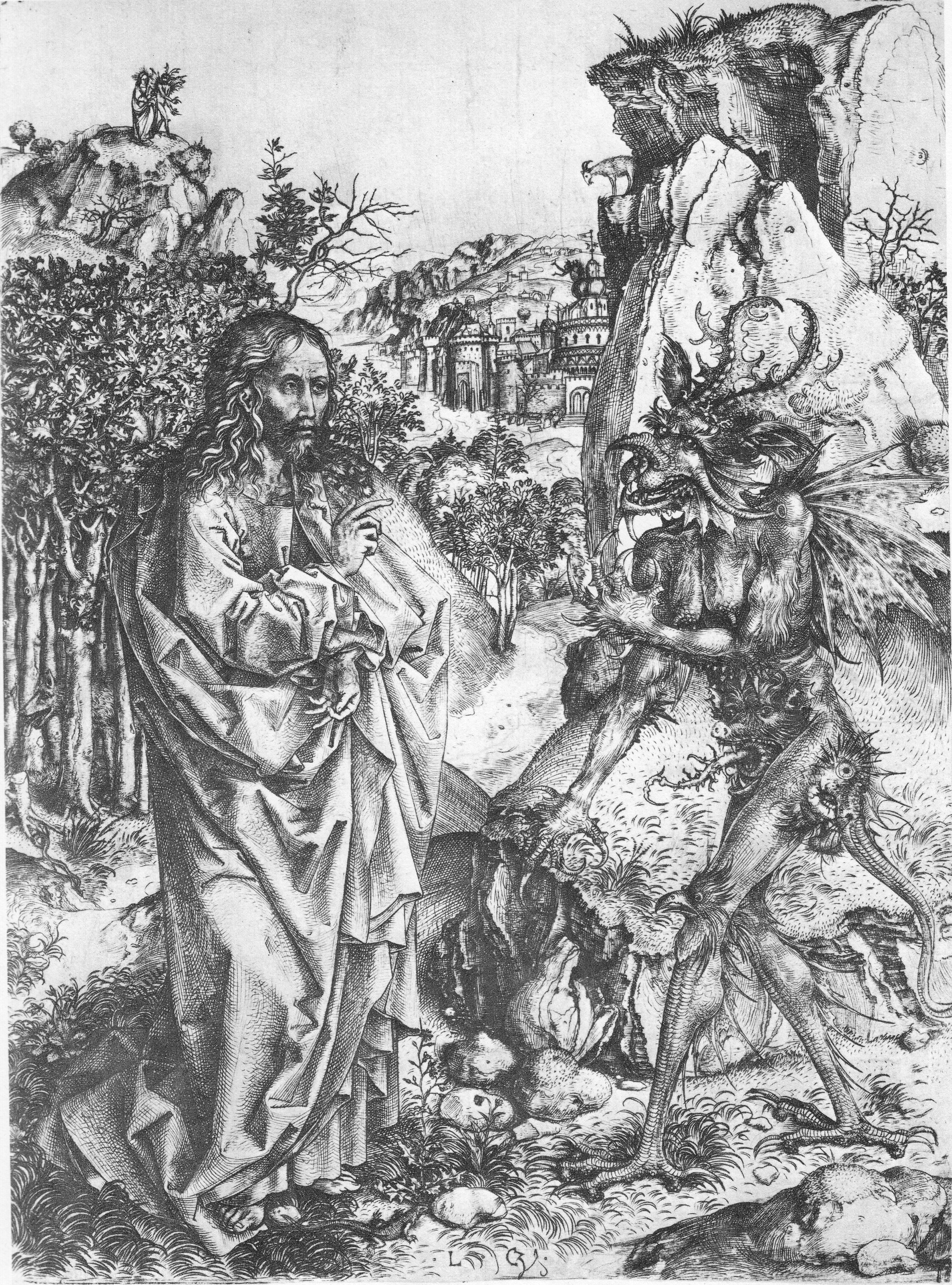
La Tentation du Christ, 1500ca
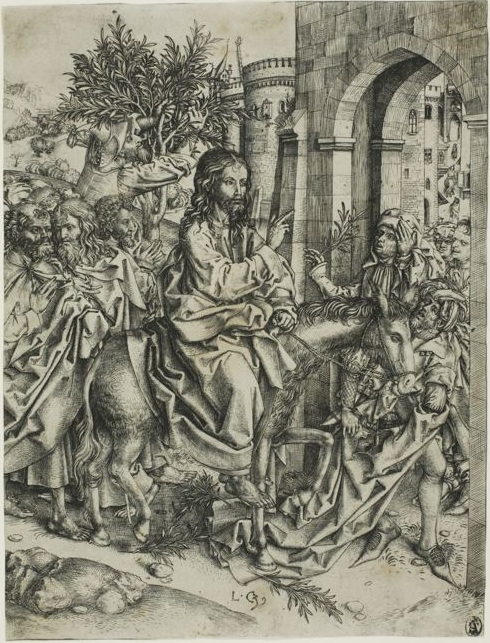
L'Entrée à Jerusalem, 1500ca
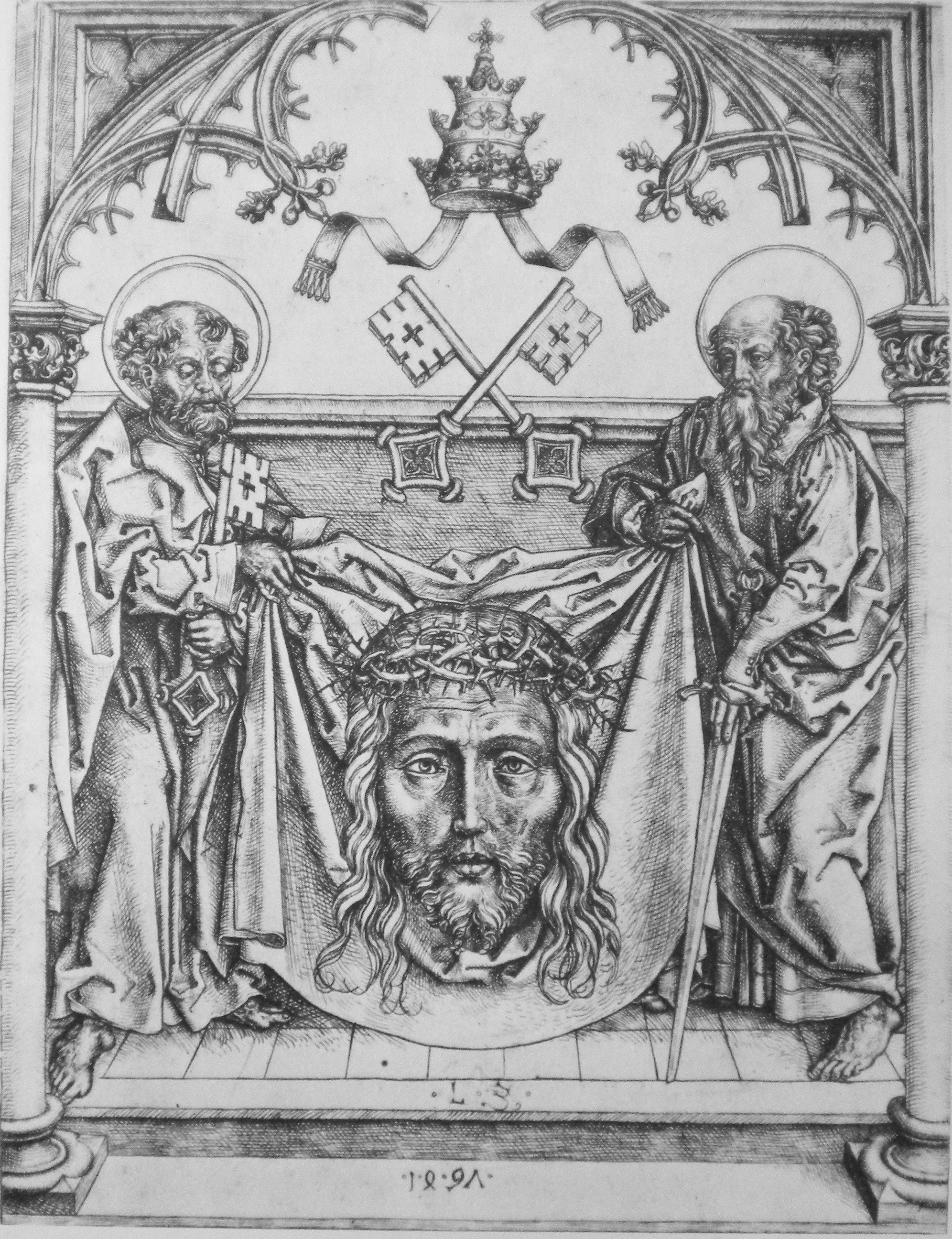
Le Saint Suaire porté par Saint Pierre et saint Paul, 1500ca